# كازومي كيشيموتو
كازومي كيشيموتو (باليابانية: 岸本一美؛ بالكانا: きしもと かずみ) هو متزلج فني ياباني، ولد في 29 يونيو 1986 في تشيبا في اليابان.

## وصلات خارجية
- كازومي كيشيموتو على موقع الاتحاد الدولي للتزلج (الإنجليزية)